# Sawa (Hrycuniak)
Sawa  (ofic. tyt.: Jego Eminencja, Wielce Błogosławiony Sawa, Prawosławny Metropolita Warszawski i Całej Polski), imię świeckie Michał Hrycuniak (ur. 15 kwietnia 1938 w Śniatyczach) – polski biskup prawosławny, szósty metropolita warszawski i całej Polski, profesor nauk teologicznych.
Jest absolwentem studiów teologicznych na Chrześcijańskiej Akademii Teologicznej w Warszawie. Po złożeniu w 1966 wieczystych ślubów mniszych został kierownikiem kancelarii metropolity warszawskiego i całej Polski. Równocześnie kontynuował na ChAT pracę naukową. Od 1970 zarządzał monasterem św. Onufrego w Jabłecznej, doprowadzając do jego odbudowy po zniszczeniach w czasie II wojny światowej i w latach powojennych. W 1979 przyjął chirotonię biskupią; do 1981 był biskupem łódzkim i poznańskim, zaś od 1981 do 1998 – białostockim i gdańskim (od 1987 jako arcybiskup). Na terenie diecezji białostocko-gdańskiej przyczynił się do znacznego ożywienia życia parafialnego, budowy nowych świątyń oraz reaktywowania lub otwarcia trzech monasterów. Od 1994 do 1998 był Prawosławnym Ordynariuszem Wojska Polskiego, od 1996 w stopniu generała brygady.
Od 1998 zwierzchnik Polskiego Autokefalicznego Kościoła Prawosławnego, z oficjalnym tytułem Jego Eminencja Wielce Błogosławiony Sawa, Prawosławny Metropolita Warszawski i całej Polski.

## Życiorys

### Młodość i edukacja
Urodził się w Śniatyczach w powiecie zamojskim w prawosławnej rodzinie Włodzimierza Hrycuniaka i Natalii z d. Winnik. Gdy przyszły duchowny miał rok, jego rodzice dokonali konwersji na katolicyzm w imieniu własnym i małoletniego syna, w parafii w Dubie. Nastąpiło to w okresie, gdy na prawosławnych mieszkańców wymienionej parafii wywierane były silne naciski, by przeszli oni na katolicyzm. Większość konwersji tej ludności okazała się jednak pozorna i nietrwała.
Osierocony w wieku dwóch lat przez ojca od tej pory przyszły duchowny był wychowywany przez matkę i babkę. Gdy w czasie II wojny światowej w jego rodzinnej miejscowości otwarta została cerkiew św. Jana Chrzciciela (w okresie międzywojennym nieczynna), Natalia Hrycuniak i jej syn zaczęli do niej uczęszczać. Razem z matką uniknął wysiedlenia, jakiemu podlegała w latach 1944–1946 ludność ukraińska, być może dzięki wstąpieniu jego wuja do wojska. Do szkoły podstawowej uczęszczał początkowo w rodzinnych Śniatyczach, następnie w Komarowie. Następnie razem z matką wyjechał do Chorzowa. Tam przez dwa lata uczył się w szkole średniej, po czym postanowił kształcić się na prawosławnego duchownego.
W 1957 ukończył Prawosławne Seminarium Duchowne w Warszawie i podjął studia w Chrześcijańskiej Akademii Teologicznej, którą ukończył w 1961. Jako student był hipodiakonem metropolity warszawskiego i całej Polski Makarego. Pracę magisterską obronioną na ChAT poświęcił trzeciej podróży misyjnej św. Pawła. Zapraszany na dalsze studia w Moskiewskiej Akademii Duchownej, nie mógł wyjechać z kraju z powodu nieotrzymania paszportu. Tegoż roku podjął pracę w Prawosławnym Seminarium Duchownym w Warszawie jako wykładowca oraz w redakcji oficjalnego organu prasowego Polskiego Autokefalicznego Kościoła Prawosławnego, rosyjskojęzycznego Cerkownogo wiestnika jako pomocnik redaktora. W 1962 został asystentem w Chrześcijańskiej Akademii Teologicznej, gdzie prowadził zajęcia z zakresu historii Kościoła zachodniego oraz soborów powszechnych.
27 września 1964 przyjął święcenia diakońskie z rąk biskupa łódzkiego i poznańskiego Jerzego w prywatnej kaplicy św. Michała Archanioła w rezydencji metropolitów warszawskich i całej Polski. Biskupa Jerzego, podobnie jak metropolitę warszawskiego i całej Polski Tymoteusza, określał następnie jako swoich nauczycieli duchowych. W maju roku następnego został skierowany do Belgradu na studia doktoranckie w dziedzinie teologii prawosławnej na tamtejszym uniwersytecie. Rozprawę doktorską, poświęconą życiu i działalności św. Jana Chrzciciela, obronił 2 lutego 1966. Pobyt w Jugosławii i bliższe zapoznanie się z tradycją Serbskiego Kościoła Prawosławnego, w tym z pracami mnicha i teologa Justyna (Popovicia), ostatecznie utwierdziły Michała Hrycuniaka w zamiarze złożenia ślubów mniszych, który pojawił się u niego po raz pierwszy w 1957, w czasie pielgrzymki do ławry Poczajowskiej.

### Duchowny
6 lutego 1966 złożył śluby mnisze przed patriarchą Serbii Germanem, w monasterze Wprowadzenia Matki Bożej do Świątyni w Belgradzie. Przyjął imię zakonne Sawa na cześć arcybiskupa Sawy, twórcy Serbskiego Kościoła Prawosławnego. Po powrocie do Polski przyjął z rąk metropolity warszawskiego i całej Polski Stefana (Rudyka) święcenia kapłańskie, co miało miejsce w dniu 6 marca 1966 w soborze św. Marii Magdaleny w Warszawie.
W latach 1966–1970 pełnił funkcję dyrektora Kancelarii Metropolitalnej w Warszawie. W wymienionym okresie kontynuował pracę naukową na ChAT, wziął znaczący udział w przeprowadzeniu remontu soboru św. Marii Magdaleny w Warszawie oraz wielokrotnie wyjeżdżał na Podkarpacie w celu wspierania tamtejszych parafii pozbawionych stałego duchowieństwa. Za swoją pracę na rzecz PAKP otrzymał 11 maja 1969 godność ihumena. Z pracy w kancelarii metropolitalnej zrezygnował na własne życzenie, motywując tę decyzję zawiścią innych duchownych, zwłaszcza konfliktem z ks. Jerzym Klingerem i nieuznawaniem przez ChAT jego tytułu doktora uzyskanego w Belgradzie.
W połowie lat 60. pojawiła się jego kandydatura do objęcia katedry biskupiej, jednak do chirotonii ostatecznie nie doszło.

#### Przełożony monasteru w Jabłecznej
8 lutego 1970 otrzymał godność archimandryty i skierowanie do monasteru św. Onufrego w Jabłecznej, gdzie przeprowadził remont zniszczonych w czasie II wojny światowej obiektów, a po jego zakończeniu w 1974 został również rektorem seminarium duchownego, którego wyższe klasy zostały przeniesione do monasteru z Warszawy. Archimandryta Sawa doprowadził również do rozbudowy kompleksu budynków klasztornych oraz do reorganizacji gospodarstwa rolnego prowadzonego przez mnichów. Od roku akademickiego 1977/78 pozostaje wykładowcą Sekcji Teologii Prawosławnej Chrześcijańskiej Akademii Teologicznej. W 1978 uzyskał stopień doktora habilitowanego w dziedzinie teologii (specjalność: teologia dogmatyczna). Jego praca habilitacyjna poświęcona była pojęciu małżeństwa w teologii prawosławnej.

#### Biskup

##### Biskup łódzko-poznański

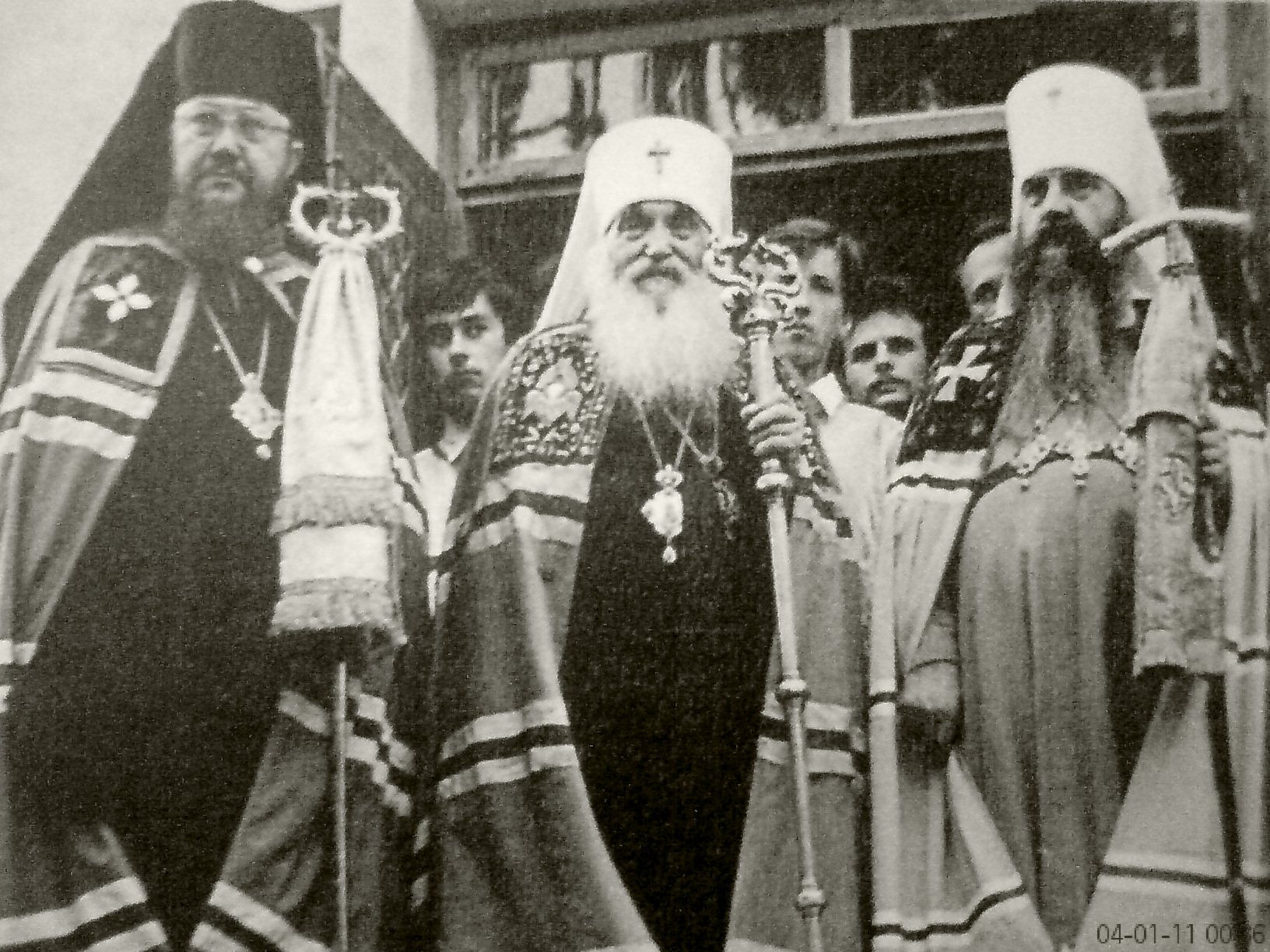
Biskup Sawa w czasie uroczystości na Świętej Górze Grabarce, z metropolitą warszawskim i całej Polski Bazylim i metropolitą mińskim i całej Białorusi Filaretem

20 listopada 1979 otrzymał nominację na biskupa łódzkiego i poznańskiego, zaś pięć dni później przyjął chirotonię biskupią. W tym samym roku biskup Sawa objął stanowisko kierownika Sekcji Teologii Prawosławnej ChAT, a w jej ramach kierownika Katedry Teologii Dogmatycznej i Moralnej. Jako biskup łódzki i poznański zainicjował remont soboru św. Aleksandra Newskiego w Łodzi. Jego działalność na katedrze została pozytywnie oceniona przez łódzki oddział Urzędu ds. Wyznań oraz jego placówki działające w miastach, gdzie funkcjonowały parafie diecezji. Według raportów tychże instytucji działalność biskupa i wprowadzone przez niego zmiany personalne ożywiły życie religijne w diecezji. Bez powodzenia biskup starał się natomiast erygować parafie prawosławne w Zakopanem i Gliwicach, co uniemożliwiły mu władze lokalne.

##### Arcybiskup białostocko-gdański
31 lipca 1981 został przeniesiony na katedrę białostocko-gdańską. W nowej diecezji podjął działania na rzecz ożywienia życia parafialnego, tworząc 13 nowych placówek duszpasterskich (z czego 11 w Białymstoku). Działał również na rzecz wznoszenia nowych cerkwi i rozbudowy istniejących. Był m.in. inicjatorem budowy największej w Polsce cerkwi prawosławnej – cerkwi Świętego Ducha w Białymstoku, cerkwi Hagia Sophia w Białymstoku oraz budynku kurii biskupiej przy soborze św. Mikołaja. 18 kwietnia 1987 otrzymał godność arcybiskupa.
Zainicjował cykliczne koncerty muzyki cerkiewnej w Białymstoku; część z nich służyła pozyskiwaniu funduszy na działalność charytatywną diecezji. Znacząco przyczynił się do reaktywacji życia monastycznego w męskim monasterze Zwiastowania w Supraślu, stopniowego odzyskiwania przez PAKP jego kolejnych zabudowań oraz do rozpoczęcia ich remontu. W 1992, rok po odzyskaniu pierwszych budynków monasterskich w Supraślu, doprowadził do powstania żeńskiego monasteru Narodzenia Matki Bożej w Białymstoku–Dojlidach (obecnie działający w miejscowości Zwierki). W klasztorze tym znalazły się sprowadzone przez niego do Polski relikwie św. Gabriela Zabłudowskiego. Ożywienie kultu Gabriela, który niemal całkowicie zanikł w latach po II wojnie światowej, również nastąpiło dzięki działaniom biskupa.
Dwa lata później arcybiskup Sawa powołał do życia jeszcze jeden żeński monaster, w Wojnowie. W 1996 pobłogosławił powstanie Diecezjalnego Ośrodka Miłosierdzia „Eleos”. Z ramienia Świętego Soboru Biskupów PAKP był duchowym opiekunem Bractwa Młodzieży Prawosławnej. Zainicjował powstanie w Białymstoku Centrum Kultury Prawosławnej.
W latach 1984–1990 był prorektorem Chrześcijańskiej Akademii Teologicznej w Warszawie. W 1990 otrzymał tytuł profesora nadzwyczajnego nauk teologicznych za całokształt dorobku naukowego, zaś dwa lata później – tytuł profesora zwyczajnego. W latach 1994–1998 kierował reaktywowanym Prawosławnym Ordynariatem Wojska Polskiego. W 1996 otrzymał nominację na generała brygady z rąk prezydenta Aleksandra Kwaśniewskiego. Jako Prawosławny Ordynariusz Wojska Polskiego rozpoczął publikację kwartalnika Polski Żołnierz Prawosławny i zainicjował powstanie prawosławnych parafii we wszystkich okręgach wojskowych. Dzięki jego staraniom kapelani prawosławni rozpoczęli działalność również w jednostkach straży granicznej oraz w więzieniach i aresztach śledczych. Od 1980 do 1991 był uczestnikiem prac komisji „Wiara i Ustrój” Światowej Rady Kościołów. Ponadto w latach 1979–1989 zasiadał w Katolicko-Prawosławnej Komisji Mieszanej ds. Dialogu Teologicznego. Jest członkiem honorowym Towarzystwa Biblijnego, Komitetu Międzynarodowej Konferencji Etyki oraz działa w Polskiej Radzie Ekumenicznej. W latach 1990–1991 współprzewodniczył Państwowo-Kościelnemu Zespołowi Redakcyjnemu, którego zadaniem było opracowanie projektu ustawy o stosunku Państwa do Kościoła Prawosławnego.

#### Metropolita warszawski i całej Polski

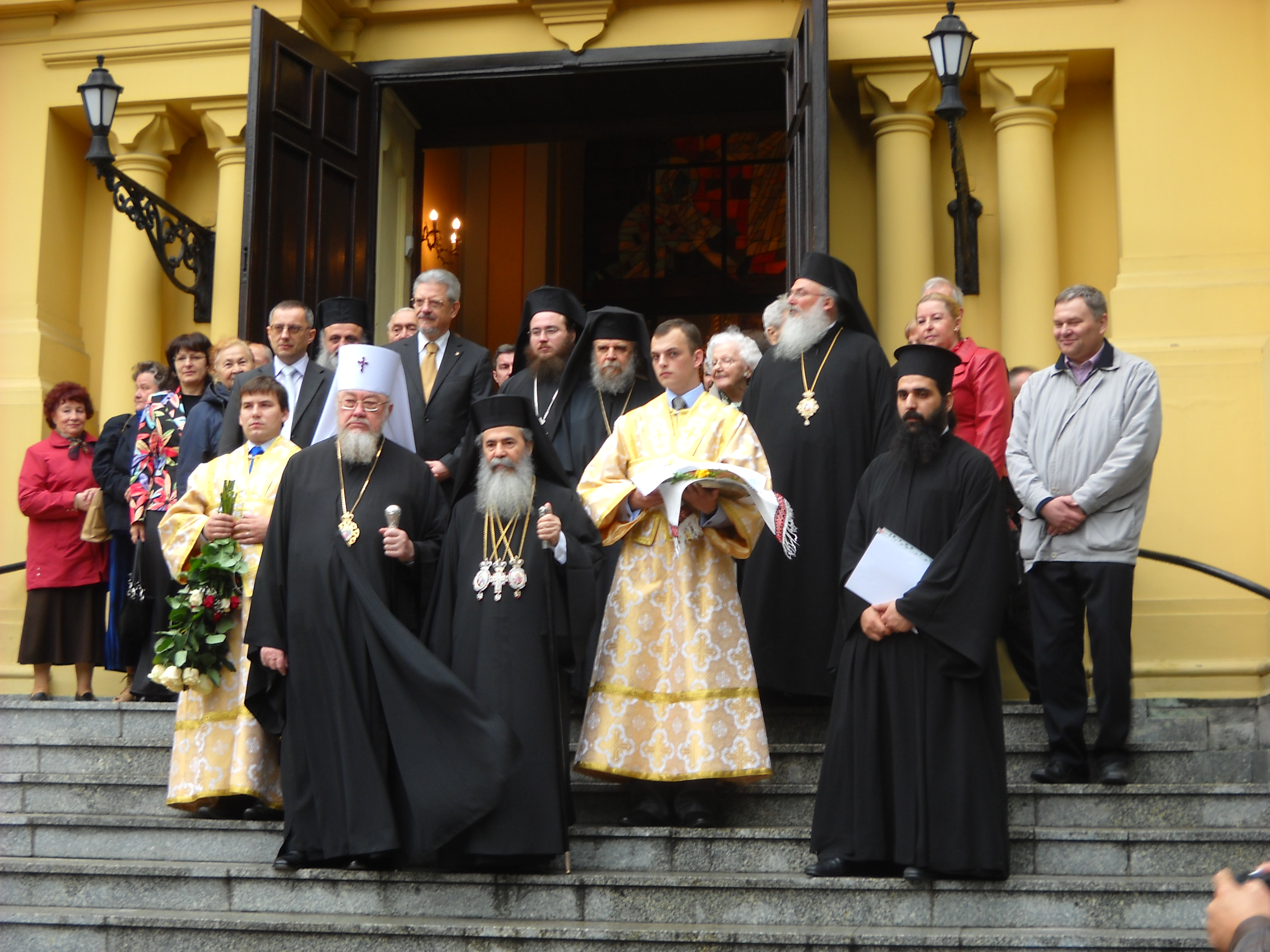
Metropolita Sawa z patriarchą jerozolimskim Teofilem III i delegacją Patriarchatu Jerozolimskiego, Warszawa, czerwiec 2010

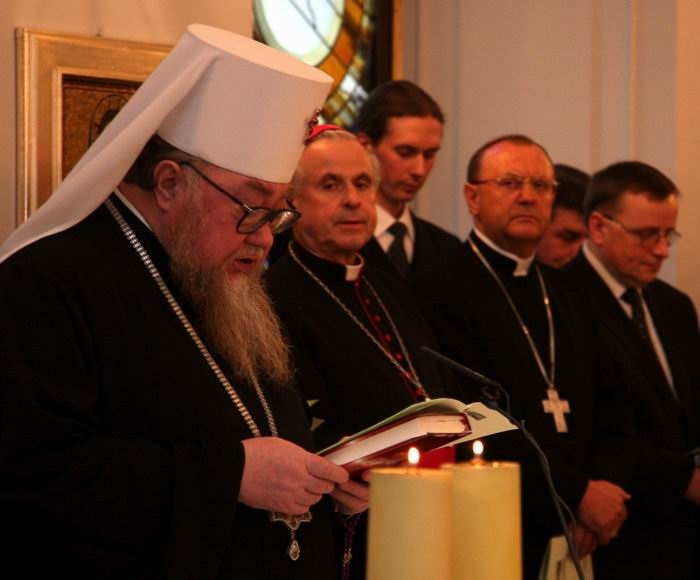
Metropolita w czasie spotkania prezydenta Lecha Kaczyńskiego z przedstawicielami działających w Polsce Kościołów chrześcijańskich

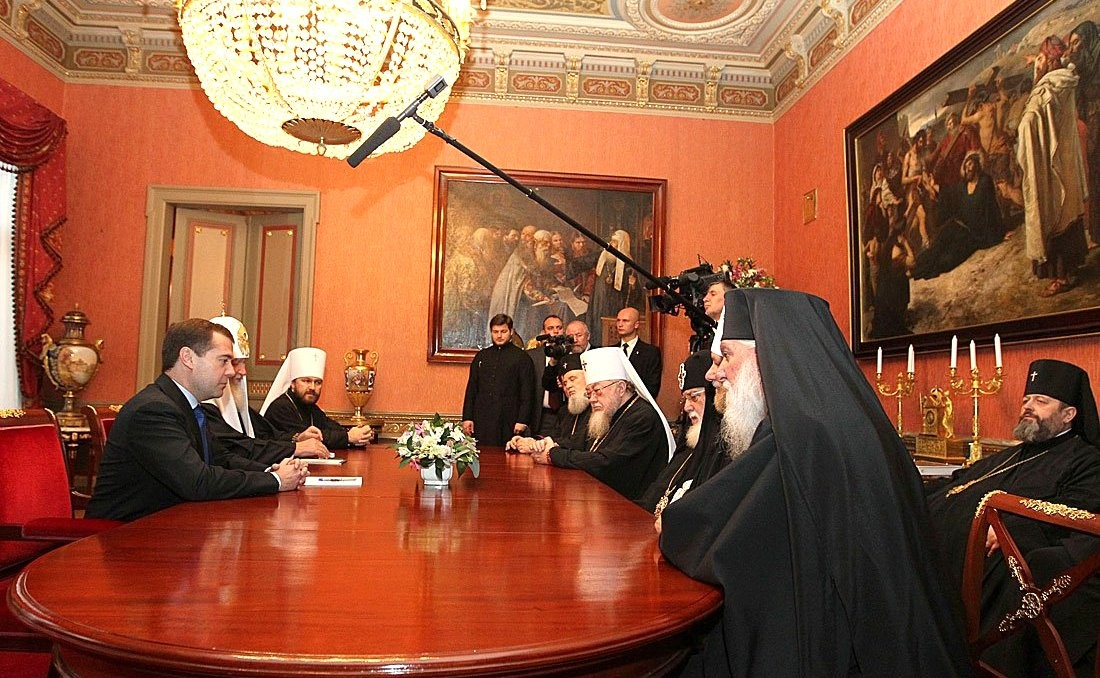
Metropolita Sawa i arcybiskup lubelski i chełmski Abel (siedzi z prawej) w czasie oficjalnej wizyty w Rosyjskim Kościele Prawosławnym z okazji urodzin patriarchy moskiewskiego Cyryla. Spotkanie z prezydentem Dmitrijem Miedwiediewem, listopad 2011.

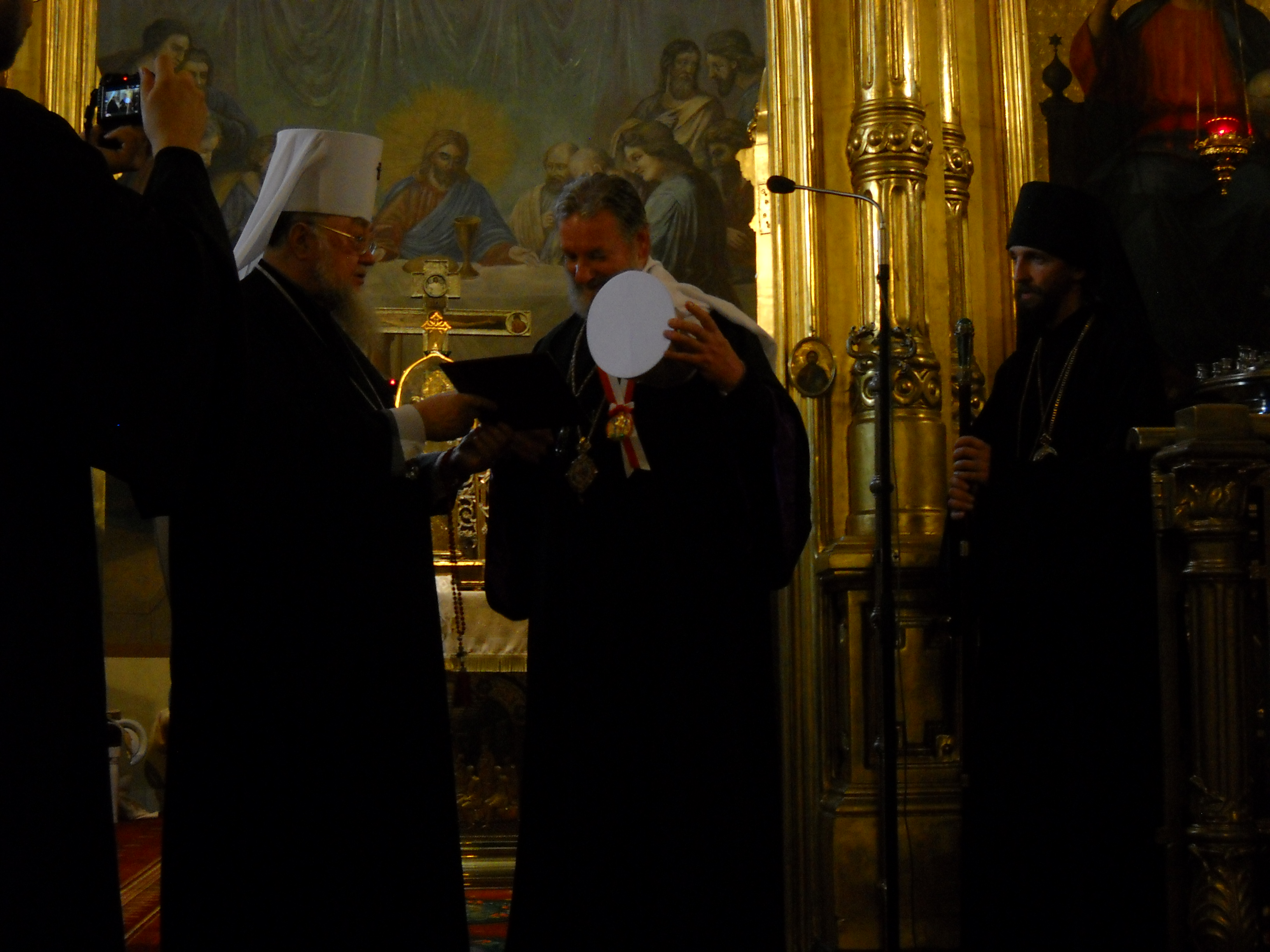
Metropolita Sawa odznacza Orderem Świętej Równej Apostołom Marii Magdaleny metropolitę ziem czeskich i Słowacji Krzysztofa w czasie jego oficjalnej wizyty w PAKP, 23 czerwca 2012

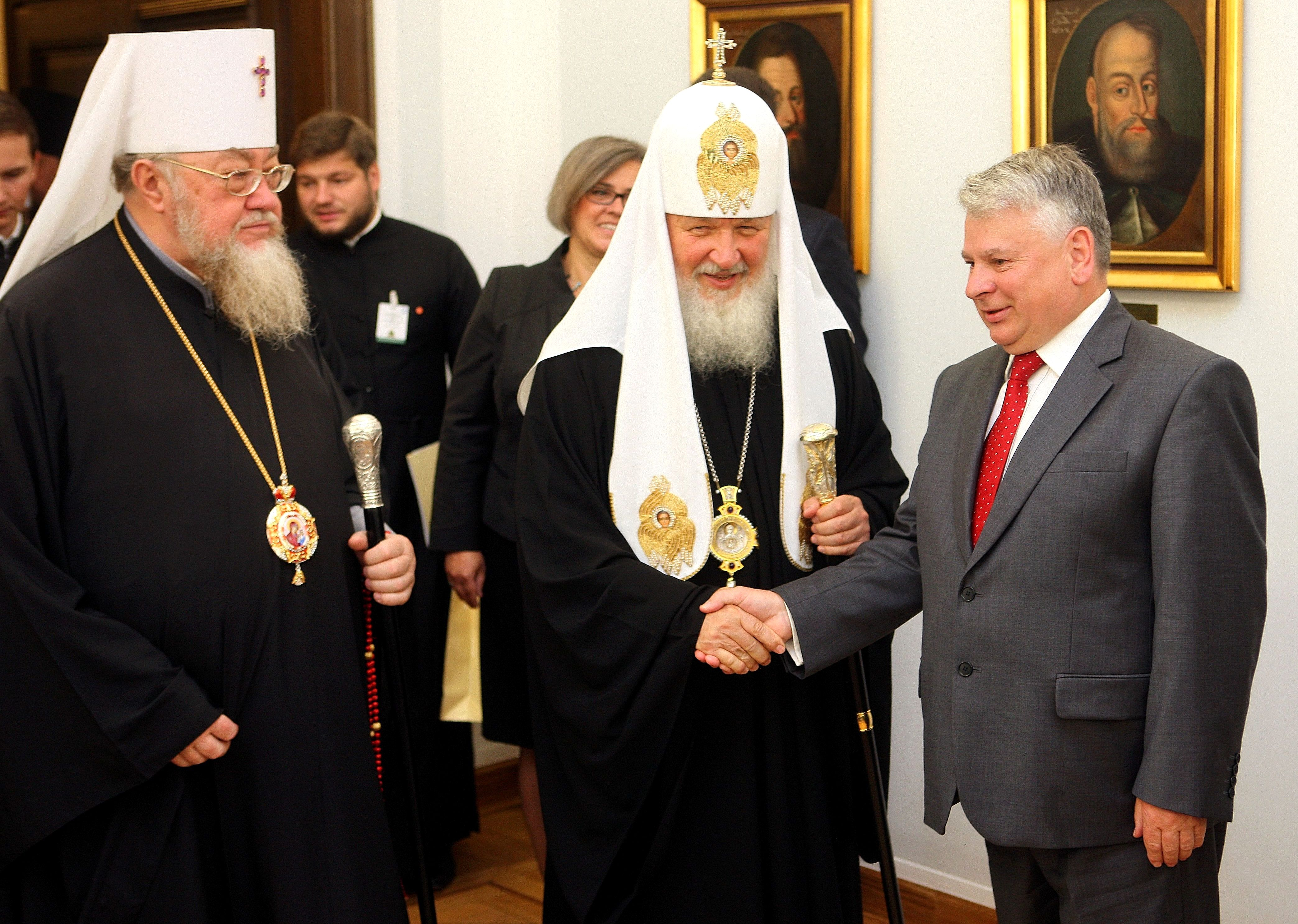
Metropolita Sawa z patriarchą Cyrylem I i Marszałkiem Senatu Bogdanem Borusewiczem, sierpień 2012

W czasie choroby metropolity warszawskiego Bazylego, od 28 stycznia 1998, pełnił funkcję locum tenens metropolii warszawskiej. Po jego śmierci, 12 maja 1998 został wybrany przez Sobór Biskupów Polskiego Autokefalicznego Kościoła Prawosławnego na kolejnego zwierzchnika Cerkwi w Polsce. Uroczysta intronizacja miała miejsce 31 maja tego samego roku w soborze św. Marii Magdaleny w Warszawie. W 1999 zainicjował utworzenie Katedry Teologii Prawosławnej na Uniwersytecie w Białymstoku i sam został jej pierwszym kierownikiem. Funkcję tę pełnił do 2012. W toku całej pracy naukowej opublikował ponad 100 tekstów teologicznych i artykułów, jak również zbiór 63 swoich kazań w języku rosyjskim, Słowa i propowiedi.
Jako metropolita rozwinął działalność charytatywną Kościoła, organizując cztery domy opieki społecznej prowadzone przez ośrodek „Eleos”, przekształcony w Prawosławny Metropolitalny Ośrodek Miłosierdzia „Eleos”. Zainicjował również doroczne zjazdy duchowieństwa diecezji warszawsko-bielskiej, małżonek służących w niej kapłanów, psalmistów i dyrygentów chórów cerkiewnych oraz spotkania mnichów i mniszek PAKP. Przy jego współudziale powstało kilka nowych świątyń na terenie tejże diecezji; część pozostałych cerkwi przeszła remonty. Metropolita przyczynił się również do urządzenia akademickiej kaplicy Trójcy Świętej na ulicy Podwale w Warszawie, w kamienicy, na miejscu której przed wojną znajdowała się cerkiew pod tym samym wezwaniem, jak i do odzyskania przez PAKP budynku przy ulicy Świętych Cyryla i Metodego w Warszawie, zarekwirowanego Kościołowi przez władze PRL.
6 lutego 2000 prezydent Polski Aleksander Kwaśniewski odznaczył go Krzyżem Komandorskim Orderu Odrodzenia Polski.
13 marca 2002 Sobór Biskupów PAKP pod przewodnictwem metropolity Sawy ogłosił, iż autonomiczny Portugalski Kościół Prawosławny, który od lat 90. znajdował się w jurysdykcji PAKP, stracił z nim łączność kanoniczną. Od tego momentu Kościół posiadał poza terytorium Polski jedynie placówki misyjne w Brazylii (pierwotnie część Kościoła portugalskiego) oraz parafię w Alghero na Sardynii. W 2003 koordynował przygotowania do kanonizacji męczenników chełmskich i podlaskich.
Od 25 czerwca do 15 lipca 2008 metropolita przebywał w szpitalu w związku z niewydolnością oddechową i nie pełnił w tym czasie swoich obowiązków. Od 10 kwietnia 2010 pełnił funkcję tymczasowego Prawosławnego Ordynariusza Wojska Polskiego w związku z tragiczną śmiercią abpa Mirona. 10 czerwca Sobór Biskupów PAKP wyznaczył na ten urząd biskupa siemiatyckiego Jerzego.
Jest doktorem honoris causa seminarium św. Włodzimierza w Crestwood w USA (2000), Uniwersytetu w Białymstoku (2001), Uniwersytetu w Salonikach (2002), Mińskiej Akademii Duchownej (2002), Moskiewskiej Akademii Duchownej. 21 stycznia 2007 otrzymał z rąk patriarchy Moskwy Aleksego II nagrodę „Za wybitną działalność na rzecz umocnienia jedności narodów prawosławnych”.
Jako metropolita warszawski i całej Polski przyczynił się do znacznego poszerzenia kontaktów PAKP z innymi Kościołami autokefalicznymi i autonomicznymi. Wielokrotnie odbywał w nich oficjalne wizyty:
- w Patriarchacie Konstantynopolitańskim w 1998[37], w 2000[38] i w 2005[39],
- w Patriarchacie Aleksandryjskim w 2003[40],
- w Patriarchacie Jerozolimskim w 2003[40] i w 2010[41]
- w Rosyjskim Kościele Prawosławnym w 1998[37], w 2005[39], w 2007[42], w 2009[43] i w 2011[44]
- w Gruzińskim Kościele Prawosławnym w 2004[45],
- w Serbskim Kościele Prawosławnym w 2001[46], w 2004[45],
- w Bułgarskim Kościele Prawosławnym w 2001[46], w 2004[45]
- w Rumuńskim Kościele Prawosławnym w 2000[38], w 2004[45]
- w Cypryjskim Kościele Prawosławnym w 2009[47], w 2017[48]
- w Greckim Kościele Prawosławnym dwukrotnie w 2002[49], w 2006[39], w 2012[50]
- w Kościele Prawosławnym Czech i Słowacji w 2012[51]
- w Kościele Prawosławnym w Ameryce w 2000[38], w 2002[49]
- w Ukraińskim Kościele Prawosławnym Patriarchatu Moskiewskiego w 2002[49],
- w Fińskim Kościele Prawosławnym w 2004[45],
- w Egzarchacie Białoruskim w 2002[49],
- w Zachodnioeuropejskim Egzarchacie Parafii Rosyjskich w 2004[45].

Trzykrotnie uczestniczył w Świętych Soborach Panprawosławnych – spotkaniach wszystkich zwierzchników autokefalicznych Kościołów. W 1998 w Bułgarii uczestniczył w rozwiązaniu problemu rozłamu w Bułgarskim Kościele Prawosławnym (powstanie Synodu alternatywnego). W 2000 w Jerozolimie uczestniczył w soborze z okazji 2000. rocznicy narodzenia Chrystusa. Natomiast w 2005 brał udział w rozwiązaniu konfliktu między patriarchą Jerozolimy Ireneuszem a Synodem Kościoła. W 2013 brał udział w uroczystościach 1025. rocznicy chrztu Rusi.
W 2016 stanął na czele delegacji Polskiego Autokefalicznego Kościoła Prawosławnego na Święty i Wielki Sobór Kościoła Prawosławnego.
11 września 2017 r., zgodnie z dekretem Prezydenta RP Andrzeja Dudy, wszedł w skład Komitetu Narodowych Obchodów Setnej Rocznicy Odzyskania Niepodległości Rzeczypospolitej Polskiej.
Autor ponad stu publikacji teologicznych, w tym siedemnastu artykułów opublikowanych na łamach Rocznika Teologicznego. Część artykułów metropolity została wydana w 2003 w zbiorze Chrystus – najwierniejszy przyjaciel człowieka. W 1994 została wydana jego książka pt. Prawosławne pojmowanie małżeństwa.

## Kontrowersje

### Współpraca z SB

#### 1966–1970
Historycy związani z IPN, Krzysztof Sychowicz i Mariusz Krzysztofiński, na podstawie analizy zachowanych akt SB twierdzą, że w 1965 przyszły metropolita został zarejestrowany jako kandydat na tajnego współpracownika, zaś 12 września 1966 „na podstawie dobrowolności” został pozyskany jako TW „Jurek”. Miało to związek z szeroko zakrojoną przez SB sprawą obiektową pod kryptonimem „Bizancjum” prowadzonej przeciw Kościołowi prawosławnemu. Sam duchowny twierdził, że nie podpisał żadnego zobowiązania do współpracy, a jedynie ślubowanie na wierność PRL. Zapewniał także, iż przekazywane mu pieniądze, zdaniem badaczy wynagrodzenie za współpracę, pochodziły z Urzędu ds. Wyznań i były wręczane także innym hierarchom. Pierwsze informacje uzyskane od TW „Jurka” pochodzą jeszcze z tego samego miesiąca, w którym miał zostać zwerbowany. Kolejne raporty odnosiły się do udziału przedstawicieli PAKP w ruchu ekumenicznym w Polsce i za granicą. TW „Jurek” relacjonował także wizytę w Polsce biskupa Edmonton i Kanady Pantelejmona w 1967 oraz posiedzenia soboru biskupów PAKP, przedstawiał charakterystyki duchowieństwa prawosławnego (szczególnie krytykował metropolitę Stefana, Jerzego Klingera, biskupa Bazylego (Doroszkiewicza), w mniejszym stopniu także biskupa Nikanora (Niesłuchowskiego)). TW „Jurek” nie tylko stawiał się na spotkania wyznaczane mu przez oficera prowadzącego, ale i sam takie inicjował. Przed soborem biskupów w 1967 sugerował doprowadzenie do przeniesienia w stan spoczynku biskupa Jerzego (Korenistowa) oraz metropolity Stefana oraz powołanie na ich miejsce nowych hierarchów. Przed wyborami nowego metropolity warszawskiego, po śmierci Stefana w 1969, TW „Jurek” krytykował wysuwaną kandydaturę biskupa Bazylego i przedstawiał SB charakterystyki pozostałych możliwych kandydatów. W ocenie wymienionych historyków:

TW „Jurek”, związany z kurią metropolitalną w Warszawie, zapewniał SB bezpośredni dopływ informacji pozwalających kontrolować działalność Kościoła prawosławnego w Polsce.

#### 1970–1979
Według dokumentów IPN przyszły metropolita kontynuował współpracę z SB, będąc przełożonym monasteru w Jabłecznej. Przekazywał wówczas informacje nt. neounickiego duchownego Romana Piętki z jedynej w kraju neounickiej cerkwi w Kostomłotach, bardzo negatywnie oceniał działalność metropolity Bazylego, charakteryzował pochodzenie i działalność mnichów monasteru oraz słuchaczy wyższych klas mieszczącego się w nim seminarium duchownego, informował także o duchownych odwiedzających Jabłeczną. W 1976 przedstawiał genezę konfliktu między metropolitą Bazylim a biskupem białostockim Nikanorem, zaś cały stan PAKP ocenił jako „opłakany”. W tym samym roku przekazał SB charakterystyki potencjalnych kandydatów na biskupów, wskazując jako najodpowiedniejszych siebie samego oraz ks. Aleksandra Dubeca. Twierdził także, że kłopoty kadrowe doprowadziły hierarchię PAKP do wyświęcania na biskupów zupełnie przypadkowych mężczyzn, przez co wizerunek Kościoła w innych autokefalicznych Kościołach prawosławnych, zwłaszcza w Cerkwi Serbskiej i częściowo w Rosyjskiej, nie był dobry. Charakteryzował stosunki między Kościołem prawosławnym a Kościołem greckokatolickim, wskazywał kapłanów, którzy jego zdaniem sympatyzowali z unią.
W 1977 TW „Jurek” przekazał SB relację z udziału w obradach Światowej Rady Kościołów.
W związku z trudnymi relacjami z metropolitą warszawskim Bazylim bezpośrednio po objęciu przez niego urzędu Sawa (Hrycuniak) miał wyrażać chęć rezygnacji z kierowania monasterem w Jabłecznej, czy nawet wystąpienia ze stanu duchownego.

#### 1979–1989
Według zachowanych akt duchowny kontynuował współpracę z SB także jako biskup. W 1979 przekazał pierwsze informacje nt. stanu diecezji łódzko-poznańskiej, której został ordynariuszem. Prosił również o fundusze na remonty soboru w Łodzi i cerkwi w Kaliszu oraz o zapewnienie lokali mieszkalnych proboszczom parafii w Piotrkowie Trybunalskim i w Poznaniu. Skarżył się, iż w Kaliszu i w Łodzi prawosławni są szykanowani przez wyznawców katolicyzmu. Charakteryzując sytuację wewnętrzną w Kościele, krytykował działalność metropolity warszawskiego i całej Polski, któremu zarzucał niekompetencję, zwłaszcza w zakresie organizacji szkolnictwa kościelnego.
W 1981 biskup Sawa przekazywał SB sugestie usunięcia z urzędów metropolity Bazylego oraz arcybiskupa białostockiego i gdańskiego Nikanora, którego sam pragnął zastąpić na katedrze. Bez powodzenia sugerował również utworzenie odrębnej prawosławnej akademii teologicznej w miejsce sekcji tego wyznania na ChAT.
Po objęciu urzędu biskupa białostockiego Sawa doprowadził do ochłodzenia stosunków Kościoła prawosławnego z ruchem „Solidarności”. Sam twierdził później, iż jego zasadą była lojalność wobec każdych władz państwowych, niezależnie od ich charakteru. Zapewniał, że popierał prorobotnicze postulaty „Solidarności”, zniechęcił go jednak bliski związek ruchu z Kościołem katolickim, otwarcie popierał wprowadzenie stanu wojennego, co uważał za dobre rozwiązanie na Białostocczyźnie. Odmówił przyjęcia daru „Solidarności” na potrzeby Cerkwi, a wyznawców prawosławia wezwał do nieangażowania się w działania sprzeczne z zasadami działania państwa i ze „współodpowiedzialnością za losy Ojczyzny”.
Metropolita Sawa przyznał, że skarżył się na kontakty z katolikami w Białymstoku, w okresie gdy był zwierzchnikiem diecezji białostocko-gdańskiej. Jak twierdził, celem jego wypowiedzi w tym zakresie było odzyskanie zrujnowanego monasteru Zwiastowania w Supraślu.
Kwestia współpracy Sawy – i innych hierarchów prawosławnych – z SB została obszernie opisana na łamach „Rzeczpospolitej” w 2009. Część wiernych domagała się, po ujawnieniu tych informacji, odejścia metropolity z urzędu. Ostatecznie jednak do dyskusji nad postawą duchowieństwa w czasach PRL nie doszło. Metropolita Sawa stwierdził, że w świetle prawosławnego nauczania każdy grzech może zostać zmazany przez pokutę, i poprosił o wybaczenie grzechów popełnionych przez duchowieństwo prawosławne.

### Autokefalia Cerkwi na Ukrainie
Kierowany przez metropolitę Sawę Polski Autokefaliczny Kościół Prawosławny nie uznał nadania autokefalii Kościołowi Prawosławnemu Ukrainy przez patriarchę Konstantynopola Bartłomieja w 2019 roku, podważając ważność święceń biskupich jego zwierzchnika metropolity Epifaniusza. 
W komunikacie Kancelarii Metropolity z 4 lutego 2023 roku metropolita Sawa wyraża poparcie dla niezależności Cerkwi Prawosławnej Ukrainy.
Od samego początku wojny, o czym świadczą zarówno wypowiedzi poszczególnych Biskupów jak i wszystkie oficjalne dokumenty św. Soboru Polskiego Autokefalicznego Kościoła Prawosławnego obradującego pod moim przewodnictwem, popieraliśmy i nadal popieramy potrzebę uniezależnienia się Cerkwi Prawosławnej w Ukrainie. Wielokrotnie apelowaliśmy do Jego Świątobliwości Patriarchy Konstantynopola Bartłomieja o zwołanie Spotkania Zwierzchników Lokalnych Cerkwi Prawosławnych celem podjęcia w tej sprawie ogólnoprawosławnej decyzji rozwiązującej trudną sytuację kanoniczną, celem uniknięcia kolejnych rozłamów w łamach św. Prawosławia.
W kolejnym komunikacie Kancelarii Metropolity z 11 kwietnia 2023 roku czytamy, że "Konflikt wewnątrzprawosławny na Ukrainie jest konfliktem kościelnym i wyłącznie Kościół może go rozwiązać na gruncie prawosławnego prawa kanonicznego."
Postawa Sawy w tym przedmiocie stała się przedmiotem krytyki w trakcie inwazji Rosji na Ukrainę jako realizująca interesy cerkwi rosyjskiej i powielająca tezy jej propagandy.

### List do patriarchy moskiewskiego Cyryla
1 lutego 2023 na stronie internetowej Patriarchatu Moskiewskiego został umieszczony list, który metropolita Sawa skierował do patriarchy moskiewskiego Cyryla z okazji jego 14. rocznicy intronizacji na urząd patriarchy. Sawa pisał w liście m.in.:
Podczas Waszej patriarchalnej posługi Rosyjski Kościół Prawosławny zajaśniał trudami Waszej Świątobliwości ożywieniem duchowym, służąc jako przykład dla innych. Wróg wiary nie lubi stabilności Kościoła, stara się go zniszczyć. Dobitnie świadczy o tym to, co wydarzyło się na Ukrainie. Jednak Moc Boża jest wielka, jest niezwyciężona. Głęboko wierzymy, że zło, które niszczy Boski organizm kościelny, zostanie zniszczone przez Zwycięzcę śmierci i piekła, Chrystusa. Modlimy się o to do Głównego Pasterza, naszego Zbawiciela.
List został skrytykowany przez redakcję portalu ekumenizm.pl, która zauważyła, że:
Cyryl i jego Rosyjska Cerkiew Prawosławna od początku inwazji na Ukrainie wspierała morderczą maszynę zagłady Władimira Putina. Rozboje, gwałty, tortury, morderstwa i nieustanne ostrzeliwanie Ukrainy to dla Cyryla i jego organizacji przejaw walki z dekadencją Zachodu i element metafizycznych zmagań. Cyryl jest w tym kontekście nie tyle bezwiednym wykonawcą woli Putina, ale i gorliwym pomocnikiem, biskupem frontu ideologicznego, który teologicznie usprawiedliwia inwazję na Ukrainę.
W kontekście tych wydarzeń życzenia zwierzchnika polskiej Cerkwi nie tylko zdumiewają, ale i przerażają swoją serdecznością i uznaniem dla działań Cyryla – tak jak Putinowska Rosja wysyła irańskie drony na ukraińskie miasta i wsie, tak Cerkiew pod rządami Cyryla bombarduje i infekuje prawosławny i cały chrześcijański świat faszystowską ideologią i kremlowską propagandą. Całkiem niedawno tenże Cyryl, oprócz tradycyjnych tyrad prowojennych, chwalił Putina, że w Rosji nigdy tak dobrze nie było i groził końcem świata.
W tę narrację wpisują się słowa o „lśniącym duchowym odrodzeniu” oraz odniesienie do napiętej sytuacji cerkiewnej w Ukrainie.
Warto wspomnieć, że nie kto inny jak Putin i propaganda kremlowska wymieniała sytuację kościelną w Ukrainie jako jeden z powodów inwazji.
To nie są zwykłe, okolicznościowe życzenia, a porażające świadectwo jakiegoś zagubienia, rozkroku, a może i kroku (w którą stronę?), dokonywanego w imieniu (?) PAKP przez jej zwierzchnika.

Pozostaje pytanie, czy 14. rocznica objęcia sterów nad Cerkwią nie byłaby doskonałą okazją do zaapelowania o zaprzestanie mordów, zaangażowaniem się na rzecz pokoju, a nie pośrednim wsparciem dla działań człowieka, który wojnę usprawiedliwia i popiera.
Dziennikarz Tomasz Terlikowski zaznaczył we wpisie na portalu Twitter:
List metropolity Sawy do patriarchy Cyryla – opublikowany w Polsce przez Ekumenizm.pl – jest nie tylko haniebny, ale także teologicznie absurdalny. A jego tekst powinien nie tylko zainteresować polskie służby, ale także wykluczyć Sawę z sensownego dialogu ekumenicznego.
Cytowany w polskich mediach ekspert w tematyce prawosławia i prezes Fundacji Hagia Marina, Patryk Panasiuk, podkreślał, że „Sawa używa form dalece wykraczających poza ramy protokołu, a składanie życzeń z okazji nieokrągłej rocznicy wskazuje na zażyłość w kontaktach między obydwoma zwierzchnikami”. Stwierdził jednocześnie, że list arcybiskupa Sawy jest jawnym poparciem dla Patriarchatu Moskiewskiego, który wspiera Władimira Putina i jego zbrojną napaść na Ukrainę, która wywołała masową migrację społeczeństwa, zniszczenie wielu miast i mniejszych miejscowości oraz śmierć nie tylko żołnierzy, ale i osób cywilnych.
W związku z listem metropolity do patriarchy Cyryla, działacze opozycji demokratycznej z lat 80. zwrócili się do prezydenta Andrzeja Dudy o degradację generała brygady abp. Sawy. Na list Sawy zareagowali przedstawiciele mniejszości ukraińskiej oraz uchodźców z Ukrainy w Polsce, wzywając metropolitę do jednoznacznego potępienia zbrodni rosyjskich na Ukrainie. Wezwali również, by PAKP zmienił swoje stanowisko w sprawie autokefalii Kościoła Prawosławnego Ukrainy i uznał go za kanoniczny.
4 lutego kancelaria prawosławnej metropolii warszawskiej opublikowała list otwarty metropolity Sawy, w którym przeprasza on za zaistniałą sytuację, potępia rosyjską agresję na Ukrainę i odcina się od poglądów Cyryla:
Potępiałem i potępiam zbrodniczą inwazję Federacji Rosyjskiej na niepodległą Ukrainę. Wyraz temu stanowisku dałem jeszcze w marcu 2022 roku kierując apel o jej zaprzestanie zarówno do Federacji Rosyjskiej, jak i osobiście do Jego Świątobliwości Patriarchy Cyryla.

Wielokrotnie wyrażałem swoje zdumienie i zażenowanie wypowiadanymi przez Patriarchę Cyryla słowami na temat wojny w Ukrainie. Nie podzielałem i nie podzielam tych opinii i uważam, że nie służą przywróceniu pokoju w Ukrainie oraz negatywnie wpływają na postrzeganie Prawosławia.
Jednoznacznie stwierdzam, że moja depesza została wysłana jedynie, by spełnić wymogi przyjęte protokołem, bez uwzględnienia trudnej sytuacji geopolitycznej. Perspektywa ostatnich dni oraz dokonana przez wielu interpretacja moich zamiarów i słów w sposób sprzeczny z moimi intencjami pokazuje, iż pomyliłem się, a sytuacja wymagała większej ostrożności. Dlatego wyrażam swój żal, że wywołałem tak duże zamieszanie medialne, narażające wspólnotę Polskiego Autokefalicznego Kościoła Prawosławnego na – niezasłużony przez Nią –  ból.

W duchu zbliżającej się w naszym Kościele, Niedzieli Wybaczenia Win zwracam się do Was Bracia i Siostry w Chrystusie, a także do wszystkich Rodaków: wybaczcie mnie, grzesznemu.

## Odznaczenia
Lista odznaczeń metropolity Sawy częściowo oparta na danych ze strony diecezji białostocko-gdańskiej.

### Kościelne
- Order św. Marii Magdaleny z ozdobami (Polski Autokefaliczny Kościół Prawosławny)
- Order Krzyża Grobu Pańskiego I stopnia (Patriarchat Jerozolimski)
- Order Świętego Sergiusza Radoneżskiego I stopnia (Rosyjski Kościół Prawosławny)
- Order Świętego Księcia Daniela Moskiewskiego I stopnia (Rosyjski Kościół Prawosławny)[83]
- Order Świętego Włodzimierza
- Krzyż św. Innocentego I stopnia (Kościół Prawosławny w Ameryce)
- Gwiazda ESCO (Międzynarodowe Bractwo Dobroczynności Templariuszy)
- Order Krzyża Świętej Eufrozyny Połockiej (Egzarchat Białoruski)[84]

### Świeckie
- Krzyż Oficerski Orderu Odrodzenia Polski
- Krzyż Komandorski Orderu Odrodzenia Polski (1999)[85]
- Złoty Krzyż Zasługi
- Order Autonomii Palestyńskiej
- Order księcia Jarosława Mądrego III klasy (2008)[86]
- Order księcia Jarosława Mądrego I klasy (2013)[55]
- Medal za Zasługi dla Chrześcijańskiej Akademii Teologicznej w Warszawie (2014)[87]
- Pierścień Niepodległości (2019)[88]